# Leptochloa nealleyi
Leptochloa nealleyi är en gräsart som beskrevs av George Vasey. Leptochloa nealleyi ingår i släktet spretgräs, och familjen gräs. Inga underarter finns listade i Catalogue of Life.